# Convenția de la Aarhus
Convenția UNECE privind accesul la informații, participarea publicului la luarea deciziilor și accesul la justiție în chestiuni de mediu, cunoscută de obicei sub numele de Convenția de la Aarhus, a fost semnată la 25 iunie 1998 în orașul danez Aarhus. România a fost unul dintre cele 39 de state care au adoptat-o. A intrat în vigoare la 30 octombrie 2001. Toate statele care au ratificat sunt în Europa și Asia Centrală. UE a început să aplice principii de tip Aarhus în legislația sa, în special Directiva-cadru privind apa (Directiva 2000/60/CE). Liechtenstein și Monaco au semnat convenția, dar nu au ratificat-o.
Convenția de la Aarhus acordă drepturi publice privind accesul la informație, participarea publicului și accesul la justiție, în procesele guvernamentale de luare a deciziilor în chestiuni care privesc mediul local, național și transfrontalier. Se concentrează pe interacțiunile dintre public și autoritățile publice.
Interpretarea tratatului este legată de Convenția de la Viena privind dreptul tratatelor, iar limbile autorizate ale acordului sunt engleza, rusă și franceză.

## Conținut
Convenția de la Aarhus este un acord multilateral de mediu prin care sunt sporite oportunitățile cetățenilor de a accesa informații despre mediu și se asigură o procedură de reglementare transparentă și fiabilă. Este o modalitate de consolidare a rețelei de guvernare a mediului, introducând o relație reactivă și de încredere între societatea civilă și guverne și adăugând noutatea unui mecanism creat pentru a împuternici valoarea participării publice la procesul decizional și pentru a garanta accesul la justiție: „guvernare prin dezvăluire” care contribuie la un proces de schimbare către o societate responsabilă față de mediu. Convenția de la Aarhus a fost elaborată de guverne, cu participarea extrem de solicitată a ONG-urilor și este obligatorie din punct de vedere juridic pentru toate statele care au ratificat-o devenind părți. Printre acestea din urmă se numără și Comunitatea Europeană, care are, așadar, sarcina de a asigura conformitatea nu numai în statele membre, ci și pentru instituțiile sale, în toate acele organisme care îndeplinesc atribuții de administrație publică. Fiecare parte are angajamentul de a promova principiile cuprinse în convenție și de a completa un raport național, îmbrățișând întotdeauna un proces consultativ și transparent.

### Caracteristici generale
Convenția de la Aarhus este o abordare bazată pe drepturi: intenția este ca publicul să cunoască procedurile de participare la luarea deciziilor de mediu, să aibă acces liber la acestea și să știe cum să le folosească.
Se face o distincție între „public”, toți actorii societății civile și „publicul interesat”, tocmai acele persoane sau organizații afectate sau interesate de luarea deciziilor de mediu (ex. ONG-urile de mediu). „ Autoritățile publice” sunt destinatarii convenției, și anume guvernele, instituțiile internaționale și organismele privatizate care au responsabilități publice sau acționează sub controlul organismelor publice. Sunt excluse sectorul privat, pentru care dezvăluirea informațiilor depinde de practici voluntare, neobligatorii, și organismele care acționează în calitate judiciară sau legislativă.
Alte prevederi semnificative sunt principiul „nediscriminării” (toate informațiile trebuie furnizate fără a lua în considerare naționalitatea sau cetățenia solicitantului), caracterul internațional al convenției și importanța atribuită în promovarea educației pentru mediu a publicului.

### Cei trei piloni
1. Accesul la informații: orice cetățean ar trebui să aibă dreptul de a obține un acces larg și ușor la informațiile de mediu. Autoritățile publice trebuie să furnizeze toate informațiile necesare și să le colecteze și să le difuzeze în timp util și transparent. Ei pot refuza să o facă numai în situații particulare (cum ar fi apărarea națională);[13][14]
2. Participarea publicului la luarea deciziilor: publicul trebuie să fie informat asupra tuturor proiectelor relevante și trebuie să aibă șansa de a participa la procesul decizional și legislativ. Factorii de decizie pot profita de cunoștințele și expertiza oamenilor; această contribuție este o oportunitate puternică de a îmbunătăți calitatea deciziilor de mediu, a rezultatelor și de a garanta legitimitatea procedurală;[15][14]
3. Accesul la justiție: publicul are dreptul la proceduri judiciare sau administrative de recurs în cazul în care o parte încalcă sau nu respectă legea mediului și principiile convenției.[14][16]